# Guido Venturini
Guido Venturini (* 1957 in Alfonsine, Italien) ist ein italienischer Architekt und Designer.
Von Venturini entworfene Objekte wirken wie expressive Wesen, manchmal sehen sie aus wie Monster, wirken aber dennoch nicht bedrohlich. Einige davon entwarf er für das italienische Unternehmen Alessi (Design).
Zusammen mit Stefano Giovannoni gründete er in den 1980er Jahren das Studio „King-Kong“.